# Комеков, Тойли Бабаевич
Тойли Бабаевич Комеков (туркм. Toýly Kömekow) — туркменский государственный деятель, дипломат.

## Дата и место рождения
сведений нет

## Образование и специальность
сведений нет

## Карьера
25.01.2006 — 18.02.2009 — председатель Государственного комитета рыбного хозяйства Туркменистана.
18.02.2009 — 17.12.2010 — заместитель министра иностранных дел Туркменистана, председатель Государственного предприятия по вопросам Каспийского моря при Президенте Туркменистана.
23.12.2010 — 15.09.2016 — Чрезвычайный и Полномочный Посол Туркменистана в Азербайджане.
2013 — 01.08.2014 — Чрезвычайный и Полномочный Посол Туркменистана в Грузии (по совместительству).
15.09.2016 — 25.01.2018 — председатель Государственного комитета Туркменистана по спорту.
24.03.2018 — 20.01.2020 — Чрезвычайный и Полномочный Посол Туркменистана в Казахстане.
20.01.2020 г Указом Президента Гурбангулы Бердымухамедова Комеков Тойлы Бабаевич назначен Чрезвычайным и Полномочным Послом Туркменистана в Итальянской Республике.

## Награды и звания
- Юбилейная медаль «25 лет независимости Туркменистана» (14.09.2016)
- Юбилейная медаль «26 лет независимости Туркменистана» (25.10.2017)
- Памятный знак Туркменистана «Magtymguly Pyragynyň 300 ýyllygyna» (10 декабря 2024 года) — учитывая большой личный вклад в изучение в эру Возрождения новой эпохи могущественного государства творческого наследия туркменского поэта-классика Махтумкули Фраги и его популяризацию в мире, в воспитание подрастающего молодого поколения в духе почитания национальных ценностей, традиций и обычаев нашего народа, сформировавшихся на протяжении веков, в воспитание качеств патриотизма, высокой нравственности, трудолюбия, гуманизма, храбрости и мужества, а также по случаю 300-летия со дня рождения Махтумкули Фраги[2]

## Семья
сведений нет

## Варианты транскрипции имени
- Имя: Тойлы